# 那須塩原市立横林小学校
那須塩原市立横林小学校（なすしおばらしりつ よこばやししょうがっこう）は、栃木県那須塩原市横林にある公立小学校。

## 沿革

### 年表
- 1874年6月5日 - 草風学舎第1番分校横接学舎として開校。
- 1877年8月 - 横林学校と改称。
- 1882年4月 - 現在地に校舎新築
- 1900年7月 - 横林尋常小学校として独立。
- 1941年4月 - 国民学校令により横林国民学校と改称。
- 1947年3月 - 学制改革により箒根村立横林小学校と改称。
- 1956年9月 - 町村合併により塩原町立横林小学校と改称。
- 1982年4月 - 郡の区域変更により塩谷郡から那須郡へ転属。
- 2005年1月1日 - 市町村合併により那須塩原市立横林小学校と改称。
- 2012年4月 - 小規模特認校に指定[1]。

## 教育方針
- 教育目標
  - かしこく（知）
  - やさしく（徳）
  - きたえる子（体）

## 通学区域
通学区域は以下の通りである。
那須塩原市
- 上横林
- 横林
- 接骨木

## 交通
- JR宇都宮線「那須塩原駅」より約7.9km